# Lago Magaguadavic
O lago Magaguadavic é um lago de água doce localizado no condado de York, no sudoeste da província de New Brunswick, no Canadá.

## Descrição
Este superfície lagunar encontra-se nas coordenadas geográficas 45°38'N 67°6'W 
O Lago Magaguadavic deve o seu nome ao termo para enguia, proveniente da língua do povo das Primeiras Nações, os Mi'kmaq.  
Este lago encontra-se na sua grande maioria dentro do território da localidade de Prince William Parish, embora partes da sua superfície se estendem pelos territórios vizinhos das localidades de Dumfries, de McAdam Parish .
Neste lago é possível pescar o Micropterus dolomieu e o salmão-do-litoral.